# HD 114576
HD 114576，又名CD-25 9653，SAO 181446、HR 4978，是一颗恒星，视星等为6.5，位于銀經308.53，銀緯36.1，其B1900.0坐标为赤經13h 6m 12.8s，赤緯-26° 36.1′ 12″。